# فرودگاه تیروچیراپالی
فرودگاه تیروچیراپالی  (به انگلیسی: Tiruchirappalli Airport) یک فرودگاه همگانی مسافربری با کد یاتا TRZ است که یک باند فرود آسفالت دارد و طول باند آن ۲۴۸۰ متر است. این فرودگاه در شهر تیروچیراپالی کشور هند قرار دارد و در ارتفاع ۸۸ متری از سطح دریا واقع شده‌است.

## نگارخانه

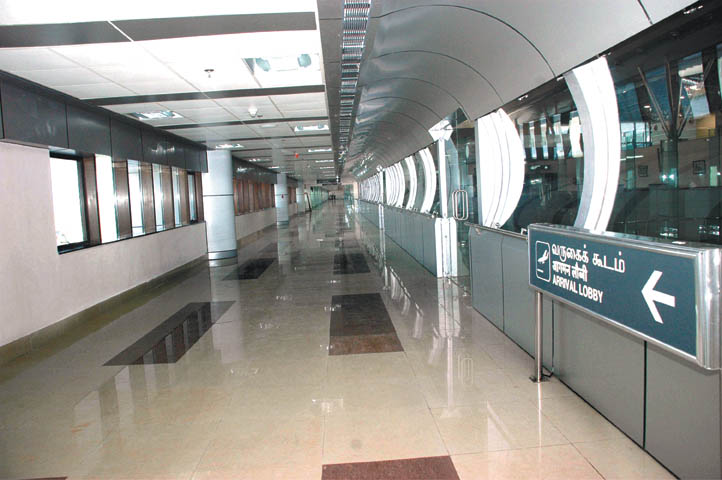
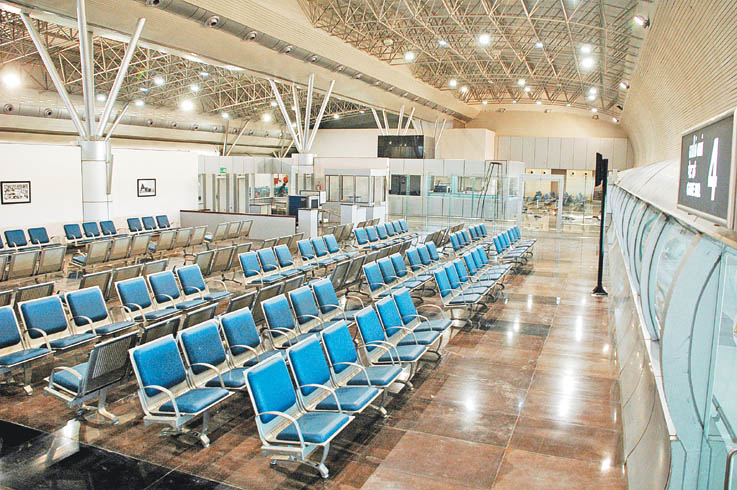
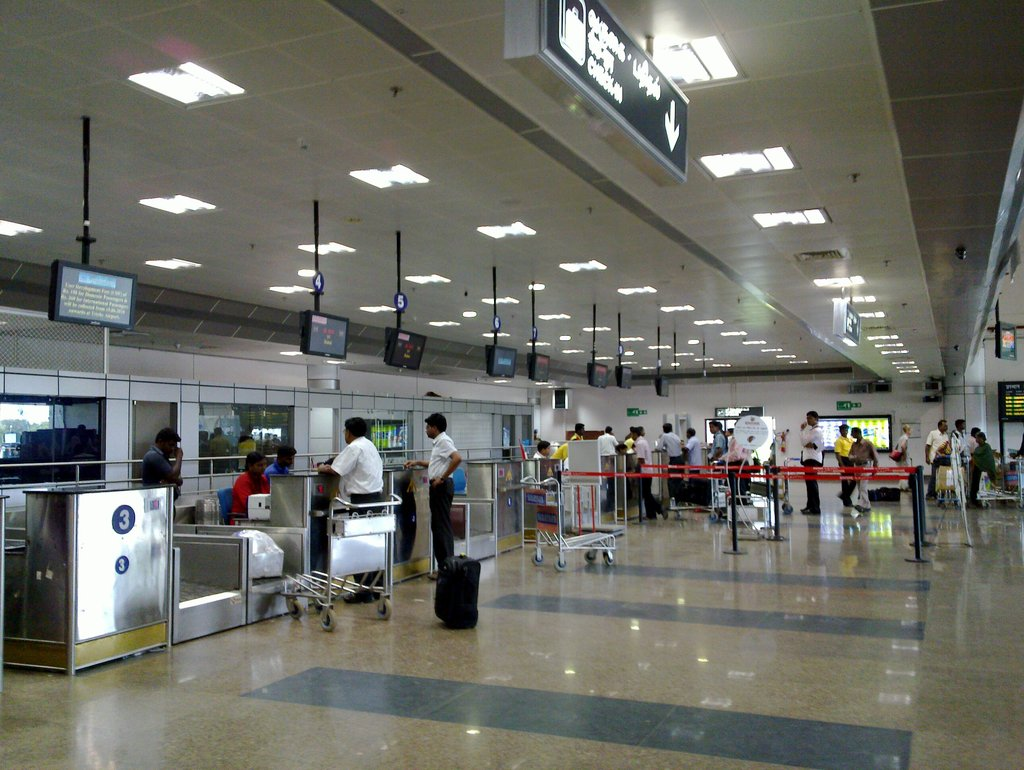
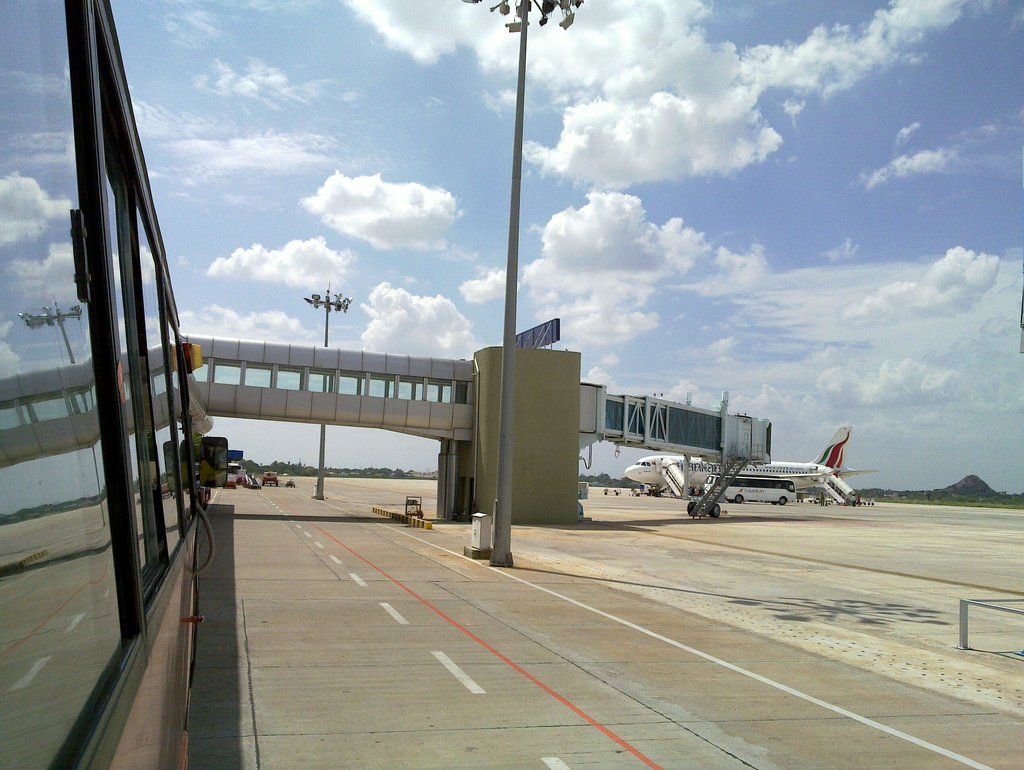
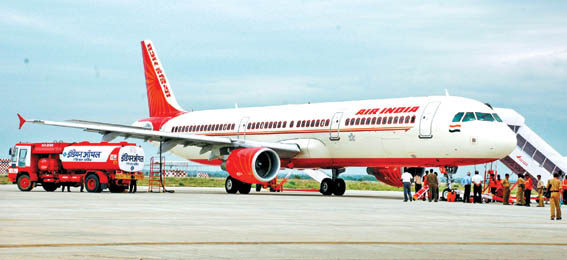
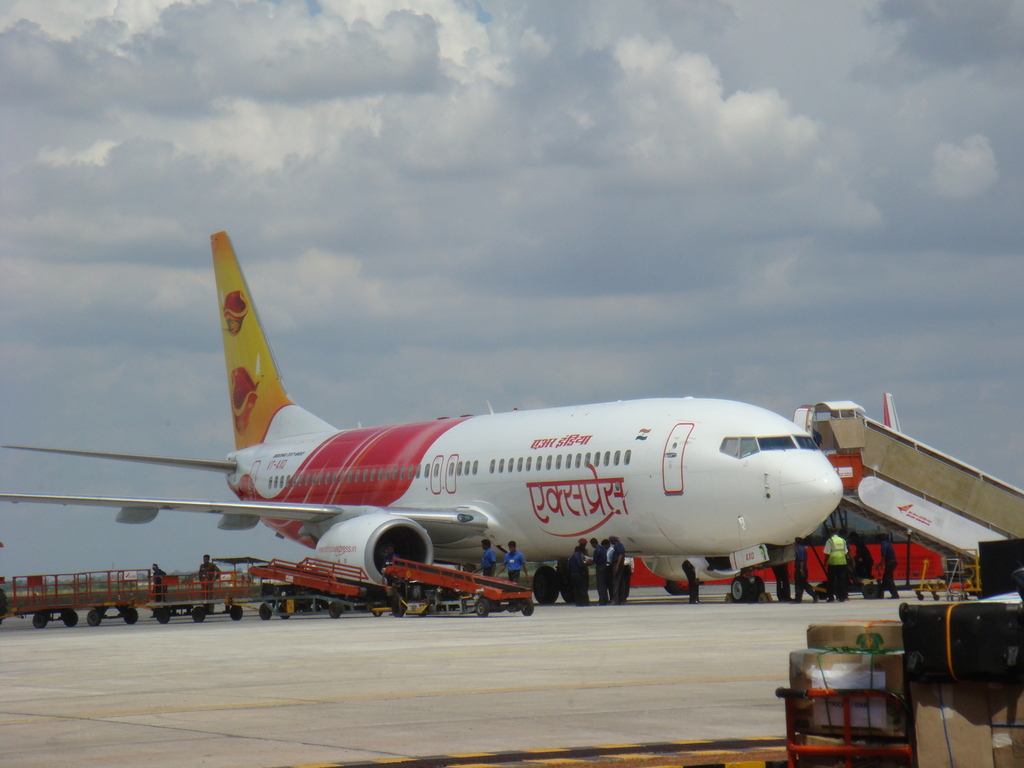
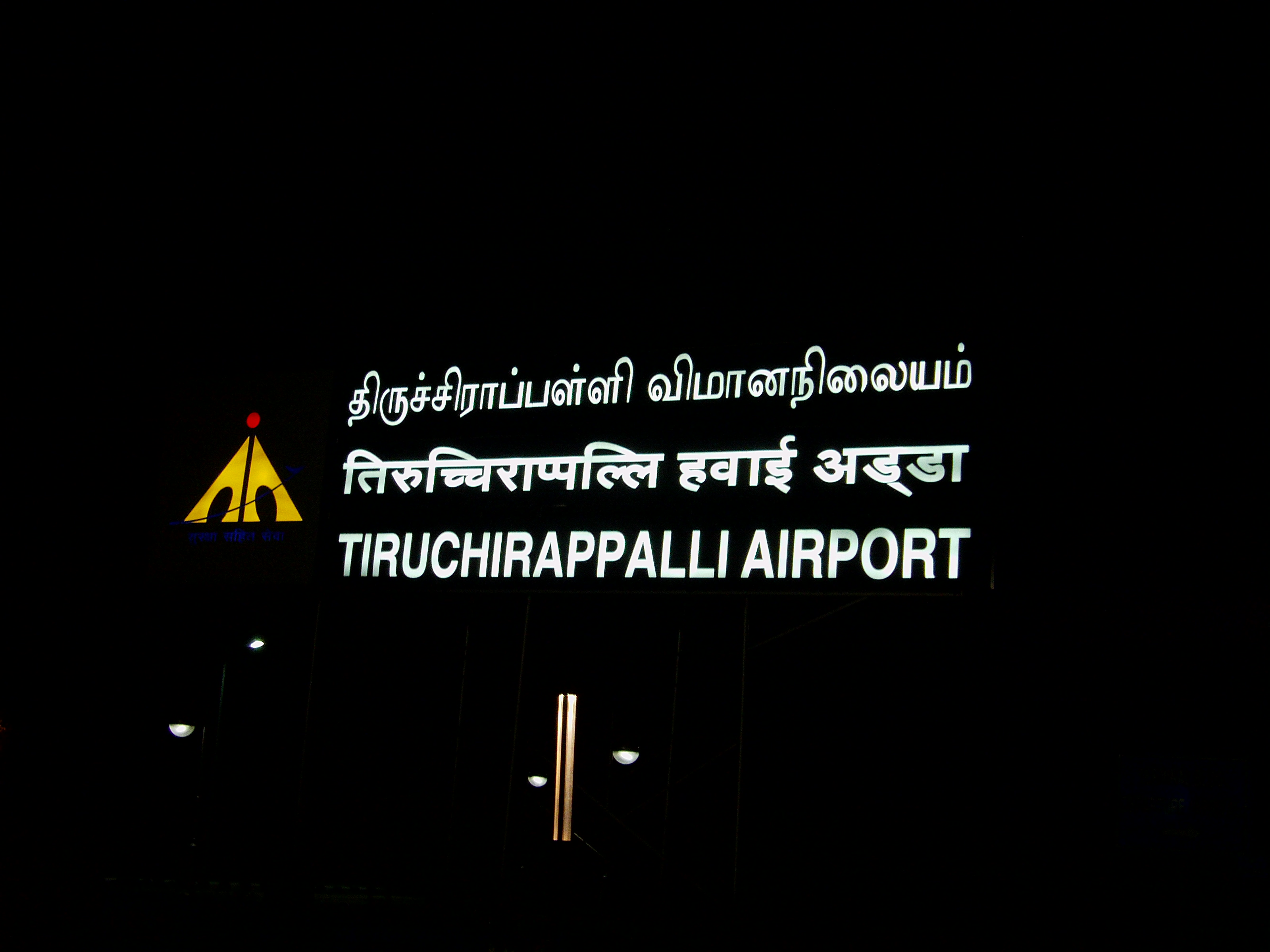
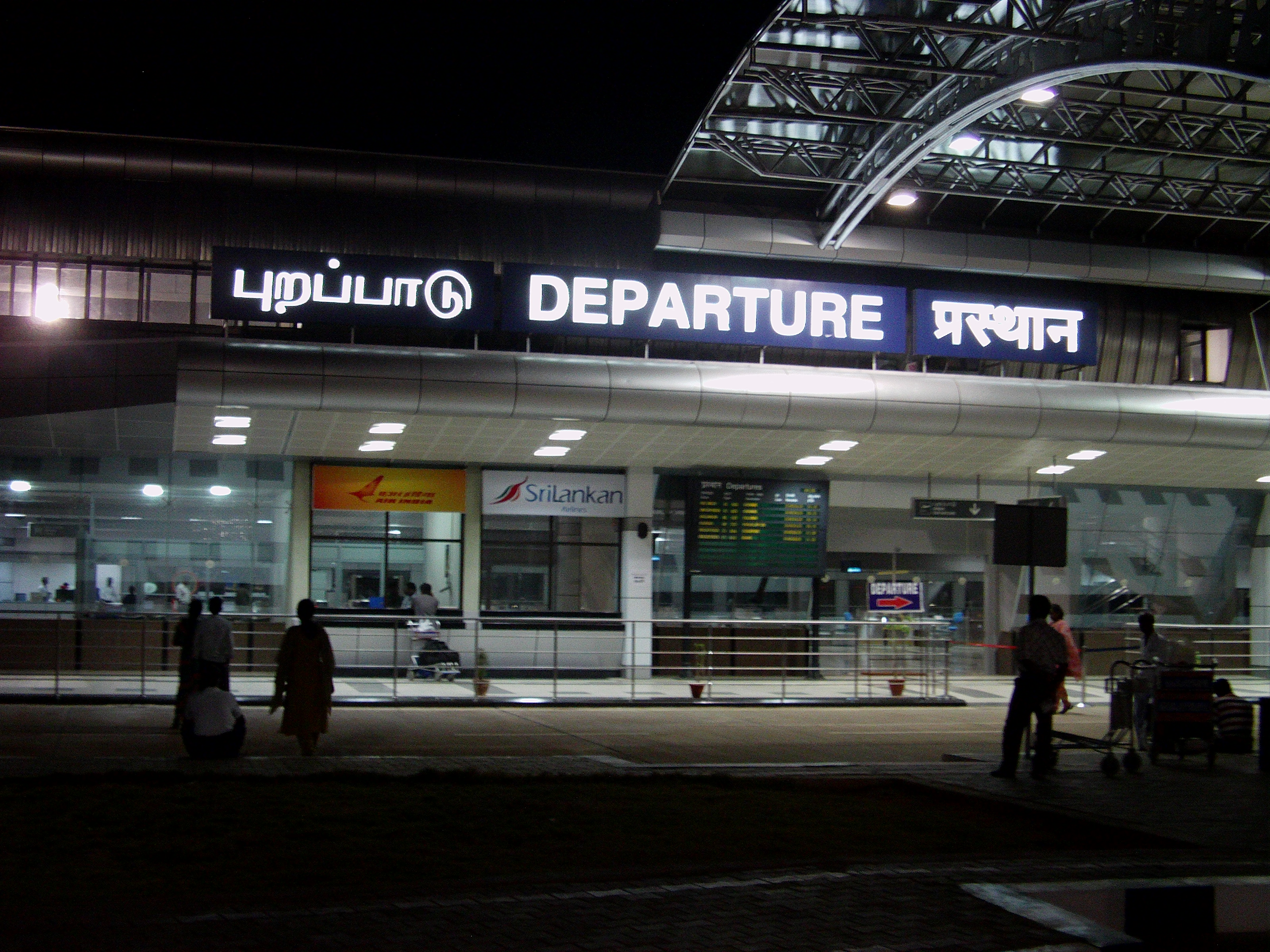
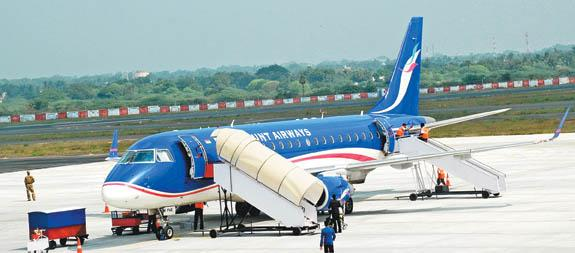
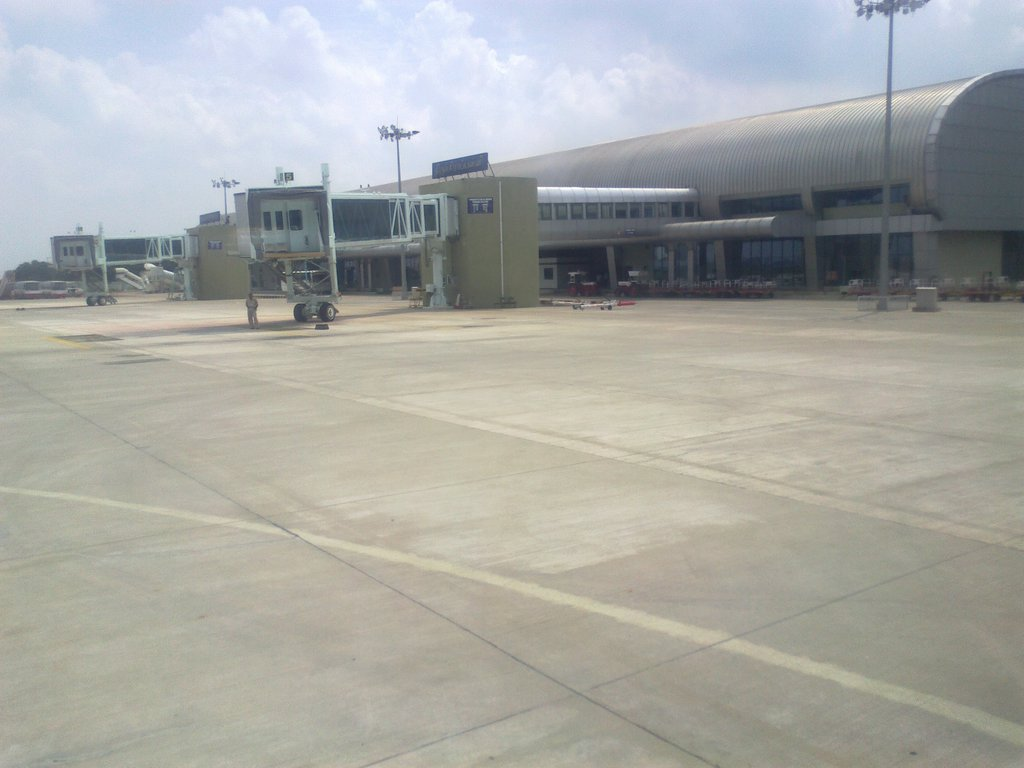
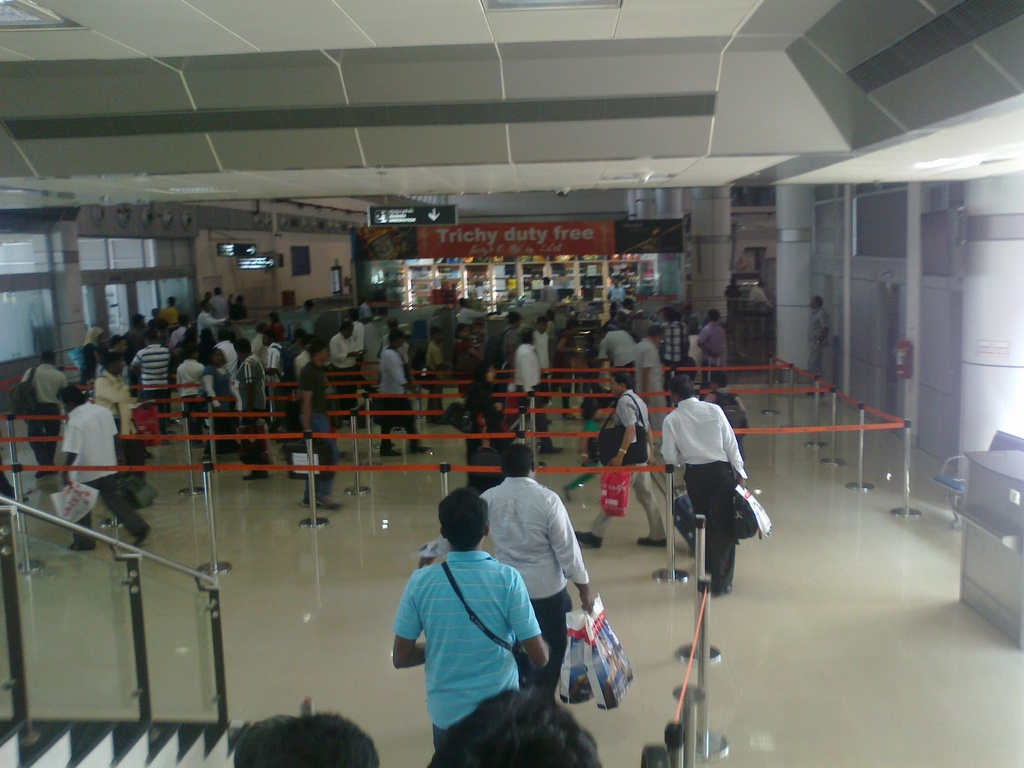
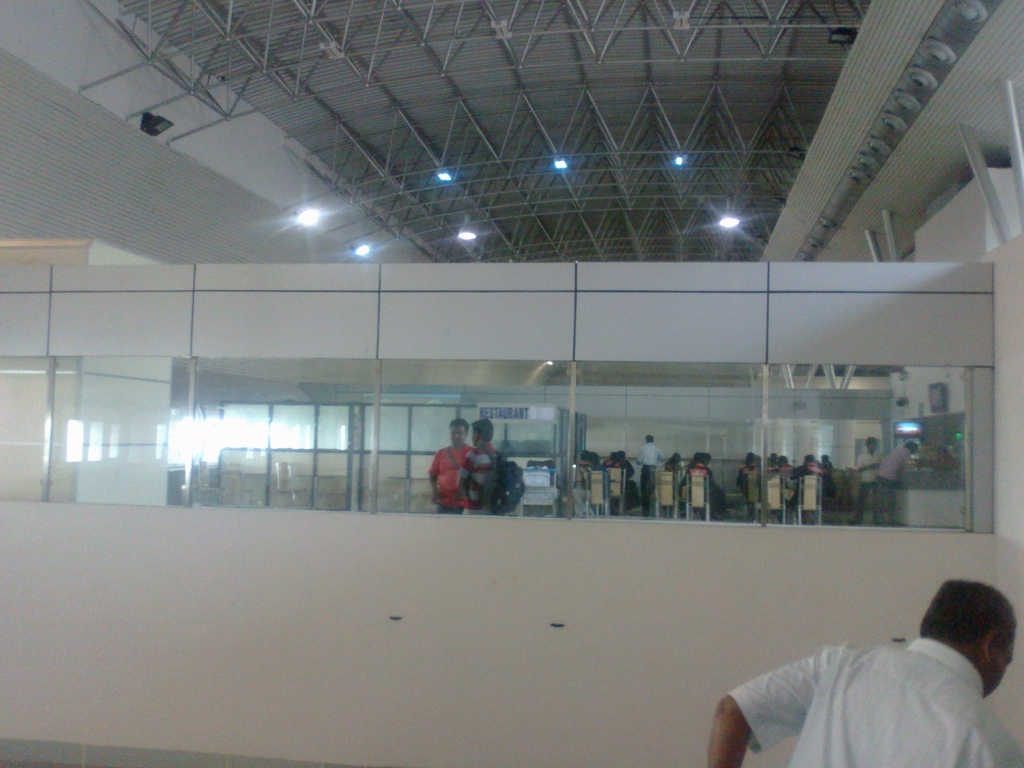

## شرکت‌های هواپیمایی و مقصدهای پروازی

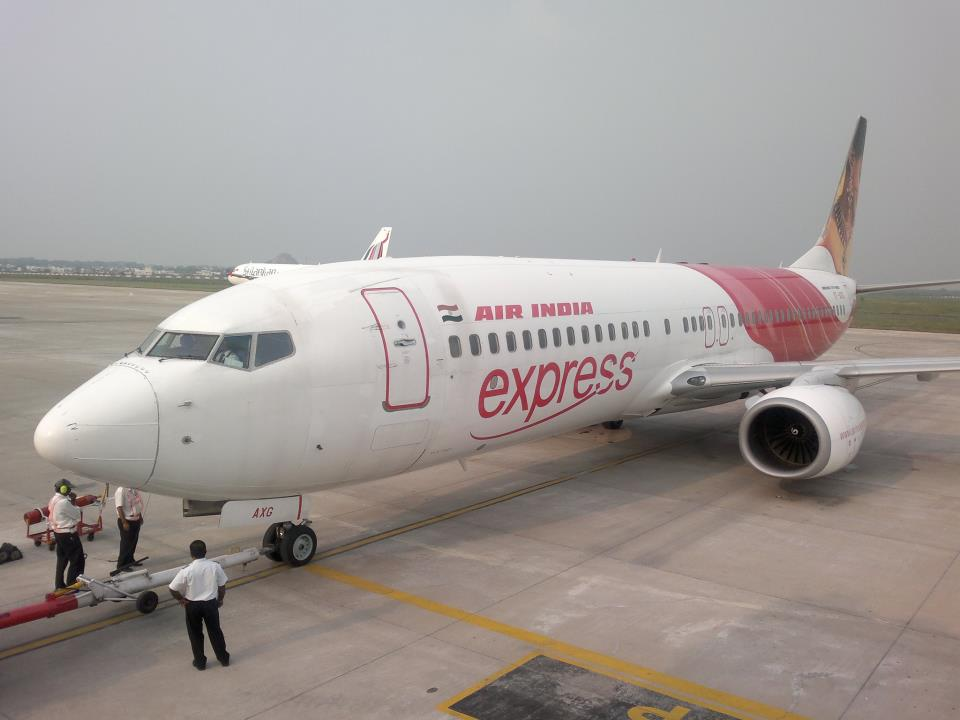
An ایر ایندیا اکسپرس بوئینگ ۷۳۷ نسل بعدی

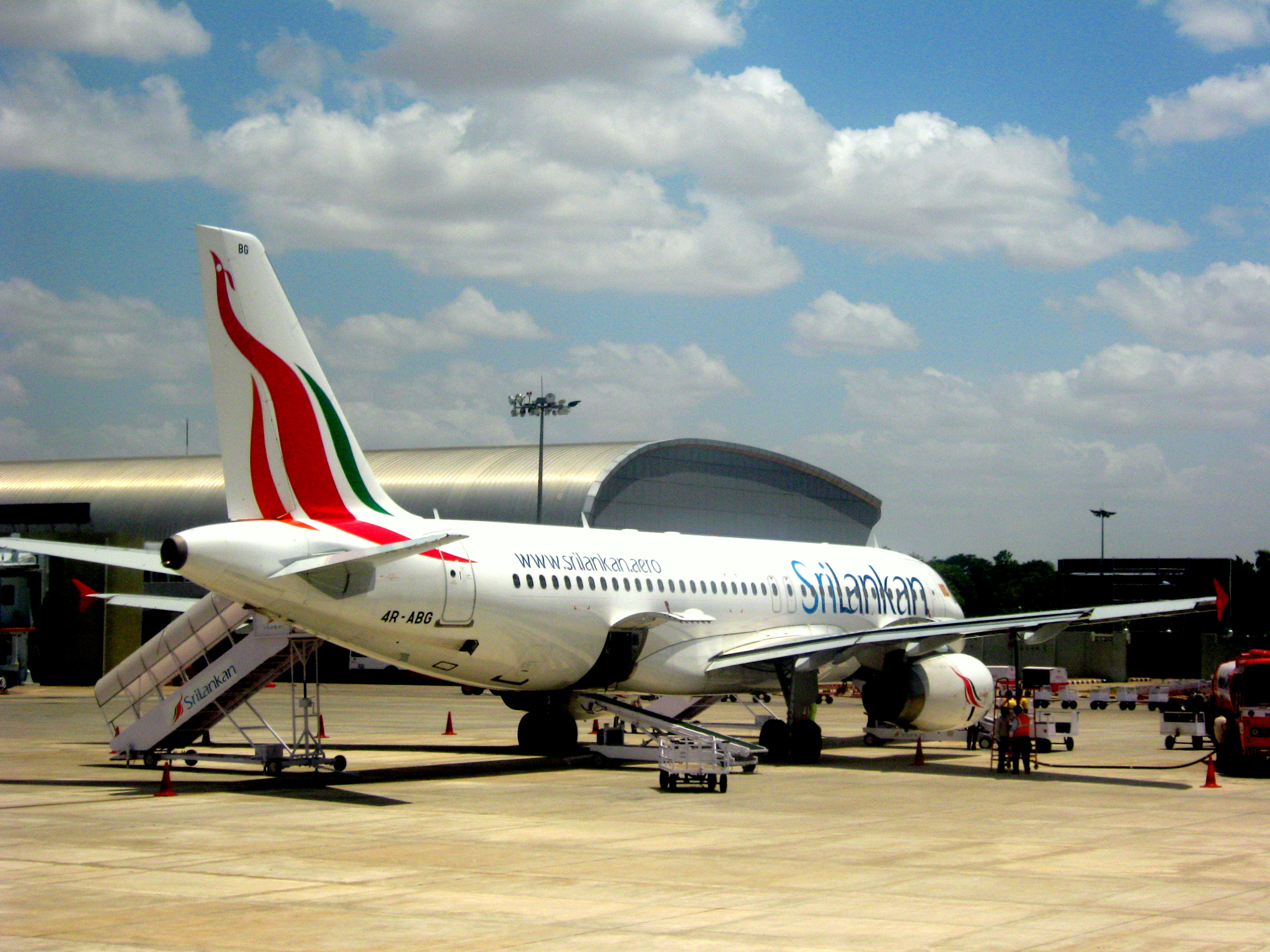
A سریلانکان ایرلاینز خانواده ایرباس ای۳۲۰ at the gate

### مسافری
| شرکت‌های هواپیمایی  | مقصدهای پروازی                     |
| ------------------ | ---------------------------------- |
| ایرآسیا            | کوالالامپور                        |
| ایر ایندیا اکسپرس  | دوبی، شارجه، چانگی سنگاپور         |
| مالیندو ایر        | کوالالامپور                        |
| Scoot              | چانگی سنگاپور                      |
| سریلانکان ایرلاینز | باندرانیکی                         |
| تای ایرآسیا        | دن موئنگ (آغاز از ۲۸ سپتامبر ۲۰۱۷) |